# (200347) 2000 JC42
(200347) 2000 JC42 es un asteroide perteneciente al cinturón de asteroides descubierto el 11 de mayo de 2000 por el equipo del Spacewatch desde el Observatorio Nacional de Kitt Peak, Arizona, Estados Unidos.

## Designación y nombre
Designado provisionalmente como 2000 JC42.

## Características orbitales
2000 JC42 está situado a una distancia media del Sol de 2,348 ua, pudiendo alejarse hasta 2,845 ua y acercarse hasta 1,851 ua. Su excentricidad es 0,211 y la inclinación orbital 1,109 grados. Emplea 1314,63 días en completar una órbita alrededor del Sol.

## Características físicas
La magnitud absoluta de 2000 JC42 es 17,9. 